# Droguetia leptostachys
Droguetia leptostachys är en nässelväxtart som beskrevs av Hugh Algernon Weddell. Droguetia leptostachys ingår i släktet Droguetia och familjen nässelväxter. Utöver nominatformen finns också underarten D. l. hildebrandtii.